# Andrés Rouga
Andrés Rouga (Caracas, 2 marzo 1982) è un ex calciatore venezuelano, di ruolo difensore.

## Palmarès

### Club

#### Competizioni nazionali
- Campionato venezuelano: 6

Caracas: 2000-2001, 2002-2003, 2003-2004, 2005-2006, 2006-2007
Deportivo Táchira: 2010-2011